# Canciones de una noche de verano
Canciones de una noche de verano es el duodécimo álbum de estudio de la banda uruguaya de rock, Buitres Después de la Una.

## Historia
Grabado entre septiembre y octubre de 2014 y publicado el 15 de noviembre, cuenta con 12 nuevas canciones y se trata del primer disco de estudio de la banda en cuatro años. 
Para la realización de este disco la banda recurrió a la producción de Jimmy Rip, músico y productor estadounidense que ha trabajado en su carrera produciendo discos solistas de Mick Jagger y Jerry Lee Lewis, entre otros.
El corte de difusión fue "Anillo de papel", siendo difundida semanas antes de la salida del disco e incluso presentada en vivo antes de la grabación del mismo.
De este álbum se extrae un nuevo videoclip, "Mente Hambre". 

## Lista de canciones
Todas las canciones compuestas por Buitres excepto las indicadas
| N.º | Título                                                                  | Duración |  |
| 1.  | «La fuente del deseo»                                                   | 4:15     |  |
| 2.  | «Canelón»                                                               | 3:08     |  |
| 3.  | «Noches de cine»                                                        | 2:36     |  |
| 4.  | «Zurcidos invisibles»                                                   | 4:46     |  |
| 5.  | «Normal»                                                                | 3:34     |  |
| 6.  | «Esa mirada»                                                            | 4:24     |  |
| 7.  | «Anillo de papel»                                                       | 2:32     |  |
| 8.  | «Mente hambre»                                                          | 3:59     |  |
| 9.  | «Calle de adoquín (Guillermo Peluffo)»                                  | 2:48     |  |
| 10. | «La mujer del leño»                                                     | 4:07     |  |
| 11. | «¿Dónde estás?»                                                         | 4:32     |  |
| 12. | «Música de bordeadoras (Gustavo Parodi, Gabriel Peluffo y José Rambao)» | 3:47     |  |

## Créditos
Músicos
- Gustavo Parodi: guitarra y voz
- Gabriel Peluffo: voz
- José Rambao: guitarra y voz
- Nicolás Souto: batería
- Orlando Fernández: bajo y coros

Músicos invitados
- Jimmy Rip: guitarra en Noches de cine y Música de bordeadoras
- Germán Wiedermier piano y teclado en Anillo de papel, ¿Dónde estás? y Música de bordeadoras
- Diana Albornoz: voz en Zurcidos invisibles, La mujer del leño y Música de bordeadoras
- Guillermo Perazzo: Coros